# Maria Àngels Ollé Romeu
Maria Àngels Ollé Romeu   (Sant Sadurní d'Anoia, 3 d'agost de 1937 - Reus, 1 de setembre de 2019) fou una pedagoga, escriptora i professora universitària catalana, establerta a Reus. És coneguda per haver publicat desenes de llibres infantils d'iniciació a la lectura.

## Biografia
Es va llicenciar en Filosofia i lletres, especialitzada en pedagogia, a la Universitat de Barcelona. Com a professora, va treballar ensenyant català de manera clandestina a l'escola Mowgli de Reus, en temps de la dictadura franquista. Després va col·laborar esporàdicament amb l'Escola Talitha del barri barceloní de Sarrià (actual Casa Orlandai), amb professionals referents del sector, com Marta Mata. Va començar poc després a publicar llibres d'iniciació a la lectura en català el 1964 amb l'editorial La Galera, amb il·lustracions de Pilarín Bayés i de Pere Prats Sobrepere, amb l'objectiu de posar-hi remei a la manca de materials docents en català. Posteriorment, va treballar més de vint-i-cinc anys com a professora titular a la Universitat Rovira i Virgili. Com a autora, també ha col·laborat en revistes i publicacions periòdiques com In -fàn -ci -a, Faristol, Perspectiva Escolar, Comunicació Educativa i Cavall Fort, entre d'altres. És membre del consell de redacció de la revista In -fàn-cia i de l'Associació de Mestres Rosa Sensat. També col·labora amb el projecte Itineraris lectors de la Institució de les Lletres Catalanes. S'havia casat amb l'advocat Ramon Marcer, de qui enviudà. A partir de 2013 liderà a Reus el Pacte Nacional pel Dret a Decidir. El novembre de 2018 fou fundadora del col·lectiu solidari amb els presos polítics catalans Avis i Àvies per la Llibertat, que es concentra cada dia feiner a les dotze del migdia a la Plaça del Mercadal. El juliol de 2019 el ple de l'Ajuntament de Reus aprovà concedir-li la Medalla de la Ciutat per la seva trajectòria com a pedagoga i escriptora.
Després de la seva mort, l'Ajuntament de Reus anuncià que li dedicaria una plaça davant de l'escola Mowgli, cosa que es va fer realitat a l'octubre de 2021.

## Publicacions
La seva obra ha estat traduïda al basc, al francès, al castellà i al portuguès.
- Els tres avions amics - Barcelona - Ed: La Galera - 1963
- Una cullereta a l'escola - Barcelona - Ed: La Galera - 1963
- Brillant - Barcelona - Ed: La Galera - 1964
- Tula la tortuga - Barcelona - Ed: La Galera - 1964
- El meu pardal - Barcelona - Ed: La Galera - 1964
- El vaixell bromista - Barcelona - Ed: La Galera - 1965 - Gènere: Narrativa
- Què passa al meu poble? - Barcelona - Ed: La Galera - 1965
- El gat i el lloro - Barcelona - Ed: Nova Terra - 1966
- A l'escola - Barcelona - Ed: La Galera - 1971
- Miau, miau - Barcelona - Ed: La Galera - 1971
- El meu amic - Barcelona - Ed: La Galera - 1971
- Ara no plou - Barcelona - Ed: La Galera - 1971
- La sopa - Barcelona - Ed: La Galera - 1971
- Del cel cauen cireres - Barcelona - Ed: La Galera - 1972
- El rei, la reina i el ratolí - Barcelona - Ed: La Galera - 1972
- La carta - Barcelona - Ed: La Galera - 1972
- Neva neu - Barcelona - Ed: La Galera - 1972
- La Quica - Barcelona - Ed: La Galera - 1972
- El conte de la lluna callada - Barcelona - Ed: La Galera - 1972
- Mel i mató - Barcelona - Ed: La Galera - 1973
- Ahir - Barcelona - Ed: La Galera - 1973
- Pa i peix - Barcelona - Ed: La Galera - 1973
- El cercle - Barcelona - Ed: La Galera - 1979
- Ratlles - Barcelona - Ed: La Galera - 1979
- Les galetes - Barcelona - Ed: La Galera - 1979
- Les sabates - Barcelona - Ed: La Galera - 1979
- L'ascensor - Barcelona - Ed: La Galera - 1979
- El quadrat - Barcelona - Ed: La Galera - 1979
- El cotxe - Barcelona - Ed: La Galera - 1979
- El forat - Barcelona - Ed: La Galera - 1979
- Les mans - Barcelona - Ed: La Galera - 1979
- La mona - Barcelona - Ed: La Galera - 1979
- La nina - Barcelona - Ed: La Galera - 1979
- El triangle - Barcelona - Ed: La Galera - 1979
- L'aprenent - Barcelona - Ed: La Galera - 1979
- La fotografia - Barcelona - Ed: La Galera - 1979
- La capsa - Barcelona - Ed: La Galera - 1979
- La ullera de llarga vista - Barcelona - Ed: La Galera - 1979
- Els gegants - Barcelona - Ed: La Galera - 1979
- L'urbà - Barcelona - Ed: La Galera - 1979
- L'amic - Barcelona - Ed: La Galera - 1980 - Gènere: Narrativa
- Els anys - Barcelona - Ed: La Galera - 1980
- Les parts del dia - Barcelona - Ed: La Galera - 1980
- El mitjó - Barcelona - Ed: La Galera - 1980
- Les estacions - Barcelona - Ed: La Galera - 1980
- El lloro - Barcelona - Ed: La Galera - 1980
- Les fulles - Barcelona - Ed: La Galera - 1980
- El conte - Barcelona - Ed: La Galera - 1980 - Gènere: Narrativa
- Les avellanes - Barcelona - Ed: La Galera - 1980
- El llibre - Barcelona - Ed: La Galera - 1980 - Gènere: Narrativa
- Els dies de la setmana - Barcelona - Ed: La Galera - 1980
- El príncep - Barcelona - Ed: La Galera - 1980
- El berenar - Barcelona - Ed: La Galera - 1980 - Gènere: Narrativa
- Quan era petita - Barcelona - Ed: La Galera - 1980
- Els tres savis - Barcelona - Ed: La Galera - 1980
- Els mesos de l'any - Barcelona - Ed: La Galera - 1980
- Els bessons - Barcelona - Ed: La Galera - 1980
- Els panellets - Barcelona - Ed: La Galera - 1980
- Les hores del dia - Barcelona - Ed: La Galera - 1980
- La família Massatard - Barcelona - Ed: La Galera - 1980
- El pobre pagès - Barcelona - Ed: La Galera - 1980
- El meló - Barcelona - Ed: La Galera - 1980
- La mare - Barcelona - Ed: Edicions de la Magrana - 1981
- Adéu - Barcelona - Ed: Edicions de la Magrana - 1981
- Però no ho diguis a ningú - Barcelona - Ed: Edicions de la Magrana - 1981
- Tinc por - Barcelona - Ed: Edicions de la Magrana - 1981
- Guia del mestre - Barcelona - Ed: Onda - 1982
- Conte contat - Barcelona - Ed: Onda - 1982
- El joc del parxís - Barcelona - Ed: Onda - 1984
- El nap viatger - Barcelona - Ed: Onda - 1987
- Els naps - Barcelona - Ed: Onda - 1987
- Dos gossos llustrosos - Barcelona - Ed: Onda - 1987
- Xalem - Barcelona - Ed: Onda - 1988
- El submarí groc - Barcelona - Ed: Onda - 1988
- El meu dietari - Barcelona - Ed: Onda - 1988
- Samir - Barcelona - Ed: Onda - 1988
- La moto - Barcelona - Ed: La Galera - 1989
- El barret del rus - Barcelona - Ed: La Galera - 1989
- Gronxa gronxa - Barcelona - Ed: Onda - 1989
- Qui vol patinar? - Barcelona - Ed: La Galera - 1989
- El piano de cua - Barcelona - Ed: La Galera - 1989
- El vaixell se'n va - Barcelona - Ed: La Galera - 1990
- El llaç de llana - Barcelona - Ed: La Galera - 1990
- El telèfon vermell - Barcelona - Ed: La Galera - 1990
- El joc dels cotxes - Barcelona - Ed: La Galera - 1992
- Un conte sense cap ni peus -El Masnou - Ed: Manuel Salvat Vilà - 1993
- La ratona... (diversos títols) - Barcelona - Ed: La Galera - 1994 - Gènere: Guió audiovisual -[Infantil]
- La visita de Sant Pere -Reus - Ed: Ajuntament - 1994
- Beceroles - Barcelona - Ed: Beascoa - 1997

## Premis i Reconeixements
- Premi Crítica Serra d'Or de contes -1994 - Un conte sense cap ni peus[3]